# Gung Ho (bande dessinée)
Pour les articles homonymes, voir Gung Ho.
Gung Ho est une série de bande dessinée en cinq tomes scénarisée par Benjamin von Eckartsberg et dessinée par Thomas von Kummant. La série est éditée en France par Paquet à partir de 2013 et en Allemagne par Cross Cult à partir de 2014.

## Synopsis
Dans un futur proche, la « Plaie Blanche » a presque complètement décimé l’humanité, et la civilisation n’est plus qu’un doux souvenir. L’Europe tout entière est devenue une zone de danger, où la survie n’est plus possible qu’à l’intérieur de villes ou de villages fortifiés, des colonies qui tentent de recoloniser le territoire en se protégeant du fléau blanc, les Rippers. Lorsqu'arrivent dans la communauté très réglementée de Fort Apache deux orphelins, Archer et Zack, ils se retrouvent confrontés à l'acceptation de ces règles, à leur transgression par leurs pulsions d'adolescents et au défi de se construire dans ce monde hostile.

## Albums
1. Brebis galeuses, septembre 2013, 80 pages,  (ISBN 978-2-88890-567-7)
2. Court-Circuit, février 2015, 80 pages,  (ISBN 978-2-88890-677-3)
3. Sexy Beast, juin 2017, 80 pages,  (ISBN 978-2-88890-755-8)
4. Colère, février 2019, 80 pages,  (ISBN 978-2-88890-882-1)
5. Mort blanche, mars 2021, 100 pages,  (ISBN 978-2-88932-500-9)

Chaque tome a fait l'objet d'une édition en deux volumes grand format au tirage limité dont la sortie a précédé les tomes complets et qui en constituent donc les éditions originales.

## Prix et distinctions
- 2015 : prix Diagonale de la meilleure série, avec Benjamin Von Eckartsberg[1]